# Beate Werner (Fernsehmoderatorin)
Beate Werner (* 1963 oder 1964 in Dresden) ist eine deutsche Fernsehjournalistin und -moderatorin.

## Leben
Werner studierte Sprach- und Literaturwissenschaft an der Martin-Luther-Universität in Halle (Saale). Nach dem Ende ihres Studiums moderierte sie für das Fernsehen der DDR/Deutschen Fernsehfunk die Nachrichtensendung Bei uns in Sachsen, welche sie auch nach der Wende für den Mitteldeutschen Rundfunk unter dem Titel Sachsenspiegel begleitete. Für den Westdeutschen Rundfunk moderierte sie die Nachrichtensendung mittwochs um 8 sowie für 3sat das Ländermagazin. Für den MDR moderierte sie von 1994 bis 2022 die Sendereihe Unterwegs in Sachsen mit dem Ableger Unterwegs bei Sachsens Nachbarn (seit 2018). Sie arbeitete eng mit der MDR-Redakteurin Heike Riedel zusammen. Anfang Juni 2022 gab sie die Moderation des Formats Unterwegs in Sachsen ab, bleibt jedoch auch darüber hinaus als Redaktionsleiterin und Moderatorin des Ablegers Unterwegs bei Sachsens Nachbarn tätig.
Beate Werner spricht russisch und englisch. Sie ist verheiratet und hat Kinder.